# 星加ルミ子
星加 ルミ子（ほしか ルミこ、1940年9月10日 - ）は、日本の音楽評論家。北海道赤平市出身。1965年から1975年まで、音楽雑誌『ミュージック・ライフ』の編集長を務める。1965年に日本人ジャーナリスト初のビートルズとの単独会見を成功させた。ビートルズに最も近いジャーナリストとして知られている。

## 経歴
1940年9月10日、北海道札幌市に生まれ、赤平市で育つ。小学4年生の時に父親の転勤で、青森県八戸市に転居。6年生の時からFNSのアメリカのポピュラー・ソングを聴くようになり、青森県立八戸高等学校に通学していた16歳の時、エルヴィス・プレスリーの曲を聴いて衝撃を受ける。高校2年生の時に母親が死去。高校卒業と同時期に父親が東京へ転勤。弟妹とともに東京の父親の実家で暮らす。東洋女子短期大学（現・東洋学園大学）の英文科に進学。
1961年、短期大学卒業後に新興楽譜出版社（現・シンコーミュージック）に入社。音楽雑誌『ミュージック・ライフ』の編集部に配属される。1965年に編集長に就任し、同年6月15日、日本人ジャーナリストとして初のビートルズとの単独会見を成功させる。1966年の来日公演時にも独占取材を成功させ、最後のアメリカ公演にも同行し、取材した。このアメリカ公演取材中に、エルヴィス・プレスリーの父親であるヴァーノン・プレスリーと面会し、テネシー州知事からは草野昌一と長谷部宏とともに「テネシー州名誉市民証」を授与されている。1970年のビートルズ解散時まで、毎年取材を行っている。
新興楽譜出版社の社員として、海外の音楽出版社との楽曲の契約、アメリカの『ビルボード』誌やイギリスの『ニュー・ミュージカル・エクスプレス』誌との提携、洋楽の訳詞なども手掛ける。日本のグループ・サウンズのバンド名「ザ・カーナビーツ」の名付け親である。1975年にシンコーミュージックを退社した後、フリーの音楽評論家として活動している。

## テレビ・ラジオ出演
- 音楽番組『ビート・ポップス』（1967年-1970年、フジテレビ）[13]
- FM25時 星加ルミ子のポップスジェネレーション（エフエム東京）
- 浜美枝のいつかあなたと (文化放送/2024年6月23日ゲストコーナー/6月30日ゲストコーナー)

## 書籍

### 著書
- 『ビートルズとカンパイ! : わたしの出会ったビートルズ』シンコー・ミュージック 1983.
- 『太陽を追いかけて : ビートルズ・ロッキュメンタリー』TOKYO FM出版　1996.
- 『BEATLES太陽を追いかけて : ザ・ビートルズフォーエバー』竹書房 2013.
- 『私が会ったビートルズとロック★スター = The Beatles and Rock Stars I Ever Met』シンコーミュージック・エンタテイメント 2016.

### 翻訳
- 『これがビートルズ』(青柳茂樹共訳)　新興楽譜出版社 1965.
- 『ビートルズ詩集』 新興楽譜出版社 1969.[14]
- 『ロックの覇王 レッド・ツェッペリン物語』  シンコー・ミュージック 1976.3.15
- 『ビートルズストーリー』 洋版出版株式会社 1977.1

## 訳詞
- 「サウンド・オブ・サイレンス」　サイモン&ガーファンクル
- 「シング」　カーペンターズ
- 「マスカレード」　レオン・ラッセル
- 「オーバー・ザ・レインボー～虹の彼方に」　レオン・ラッセル
- 「カレンダー・ガール」　ニール・セダカ
- 「マイ・スウィート・ロード」　ジョージ・ハリスン
- 「サムシング」　ビートルズ
- 「ラヴ」　ジョン・レノン[15]